# Chaufour-Notre-Dame
Chaufour-Notre-Dame är en kommun i departementet Sarthe i regionen Pays de la Loire i nordvästra Frankrike. Kommunen ligger i kantonen Allonnes som tillhör arrondissementet Le Mans. År 2022 hade Chaufour-Notre-Dame 1 164 invånare.

## Befolkningsutveckling
Antalet invånare i kommunen Chaufour-Notre-Dame
| Referens: INSEE |